# Holcocephala pectinata
Holcocephala pectinata là một loài ruồi trong họ Asilidae. Holcocephala pectinata được Carrera miêu tả năm 1955. Loài này phân bố ở vùng Tân nhiệt đới.